# إس إس 1.1

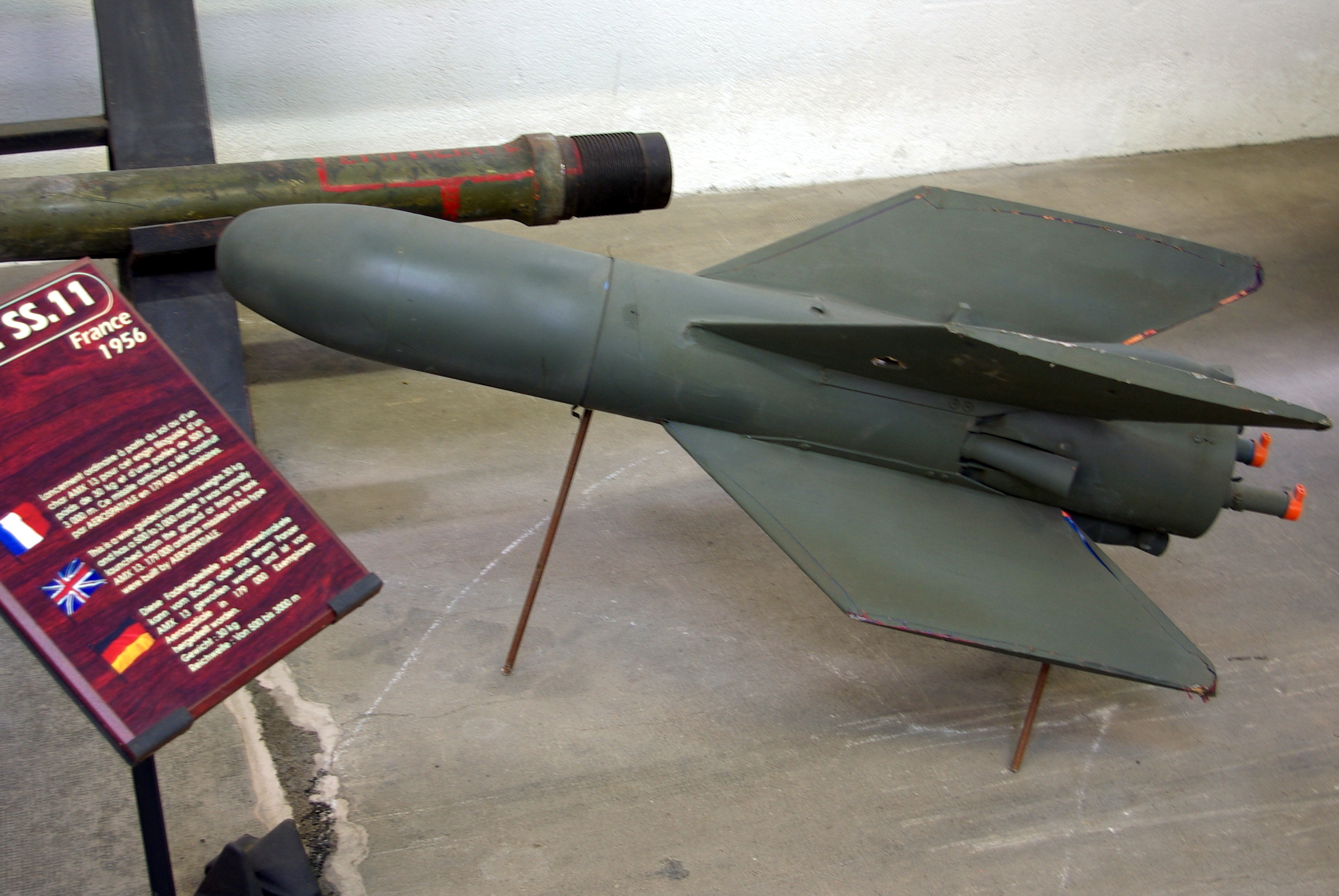
النوع صاروخ مضاد للدبابات موجه بالسلك'البلد المنشأ فرنسا

SS.11 هو تسمية الصاروخ المضاد للدبابات، في الخدمة الأمريكية تم تعيين الصاروخ في AGM-22. دخل الصاروخ الخدمة مع الجيش الفرنسي في عام 1956. توقف إنتاج سلسلة SS.11 / SS.12 بعض الوقت في 1980s؛ ولكن في عام 1978 تم إنتاج 168،450 صاروخًا. تم تحديد سعر SS.11 في أواخر الستينات عند حوالي 1900 دولار أمريكي.

## التاريخ
كان أول استخدام قتالي لـ SS.11 في عام 1956 ، تم تركيبه كتجربة على MD 311 ، وهي نسخة مبكرة من النقل المزدوج للقوات الجوية الفرنسية في الحرب الجزائرية ، كوسيلة للهجوم كهوف محصنة تقع في خوانق جبلية شديدة الانحدار. أثبتت التجربة القتالية نجاحًا كبيرًا وأصبحت قياسية في القوات الجوية الفرنسية الأخرى 311 والتي تتمركز في مسرح الحرب الجزائري. من هذه التجربة القتالية المبكرة في الجزائر مع الطائرات ذات الأجنحة الثابتة التي تطلق الصاروخ SS.11 ، أخذ الجيش الفرنسي علما وأطلق أول مروحية قتالية متخصصة في العالم تطلق صواريخ مضادة للدبابات ، استنادا إلى Alouette II وبعد ذلك Alouette الثالث الذي أطلق كلا من السطح في وقت سابق إلى الوضع SS.11 و AS.11 تم تطويرهما لإطلاق النار جوًا من الجو من الطائرات ، وكلاهما شهد قتالًا واسعًا في هذا النزاع من 1958 إلى 1962.